# Klify Moheru
Klify Moheru (irl. Aillte an Mhothair, ang. Cliffs of Moher) – odcinek klifowego wybrzeża Oceanu Atlantyckiego w zachodniej części Republiki Irlandii (Clare). Klif, zbudowany z wapieni i piaskowców, ma około 14 km długości; w najwyższym miejscu osiąga wysokość 214 m. Jedna z głównych atrakcji turystycznych Irlandii.
Na ich szczycie wznosi się XIX-wieczna kamienna wieża – O'Brien's Tower, zbudowana jako atrakcja turystyczna i punkt obserwacyjny.
Klify te są zachodnią częścią płaskowyżu Burren – formacji zbudowanej ze skał wapiennych poprzecinanych równoległymi szczelinami, powstałymi poprzez wymywanie wapienia przez wody deszczowe.

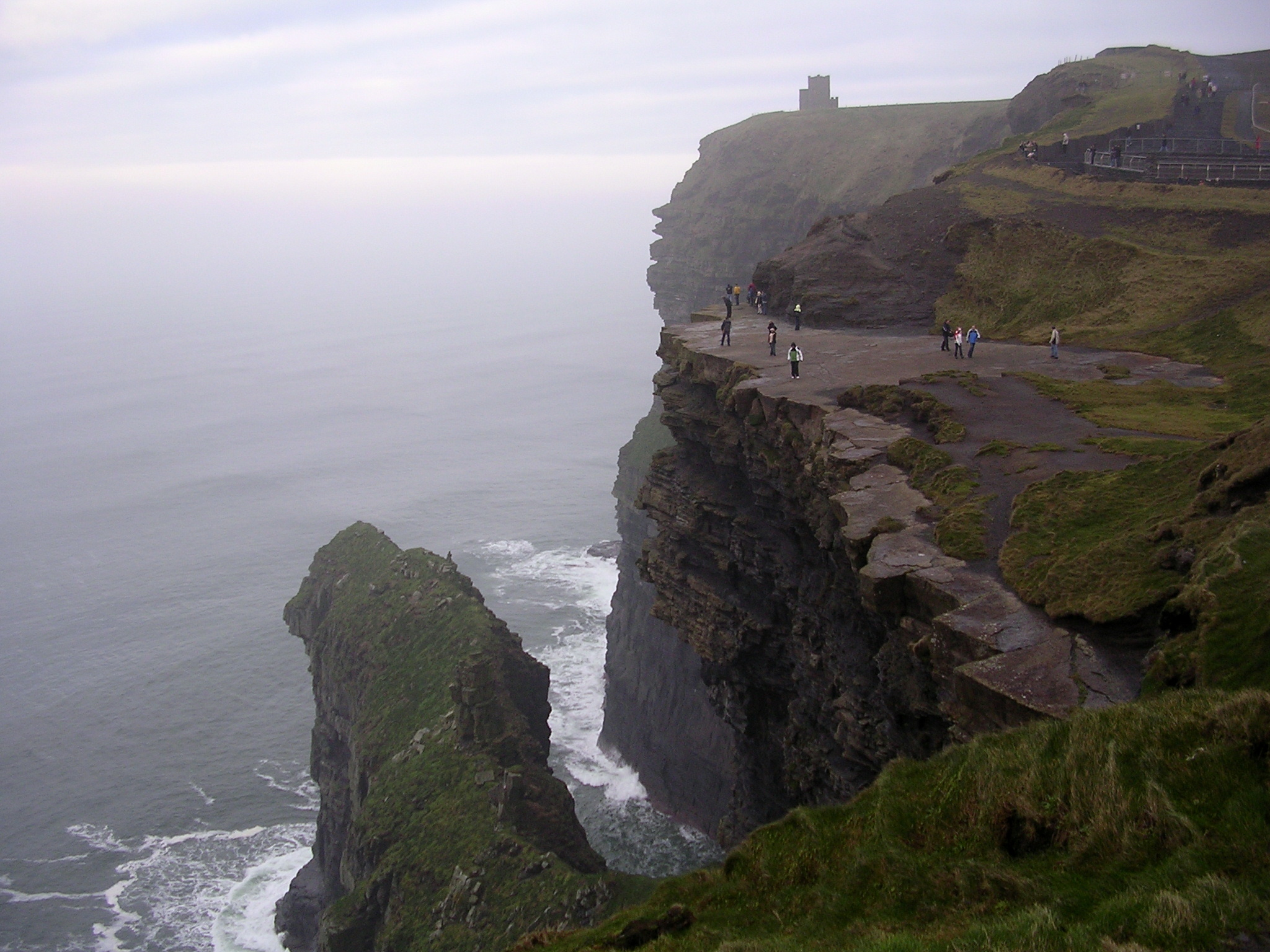
Klify Moheru
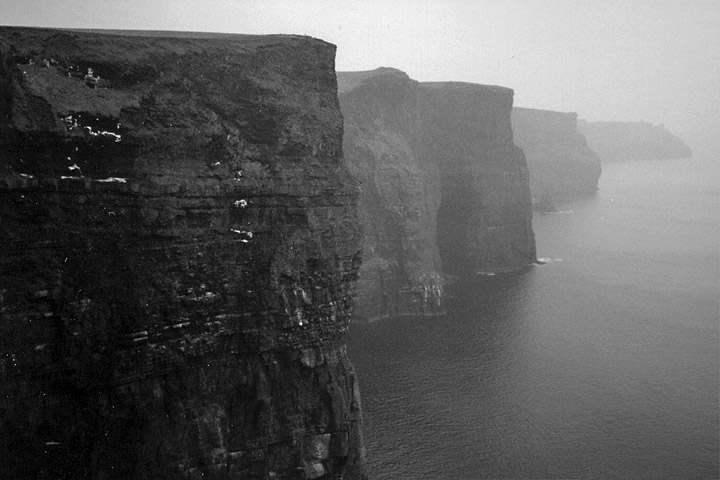
Klify Moheru
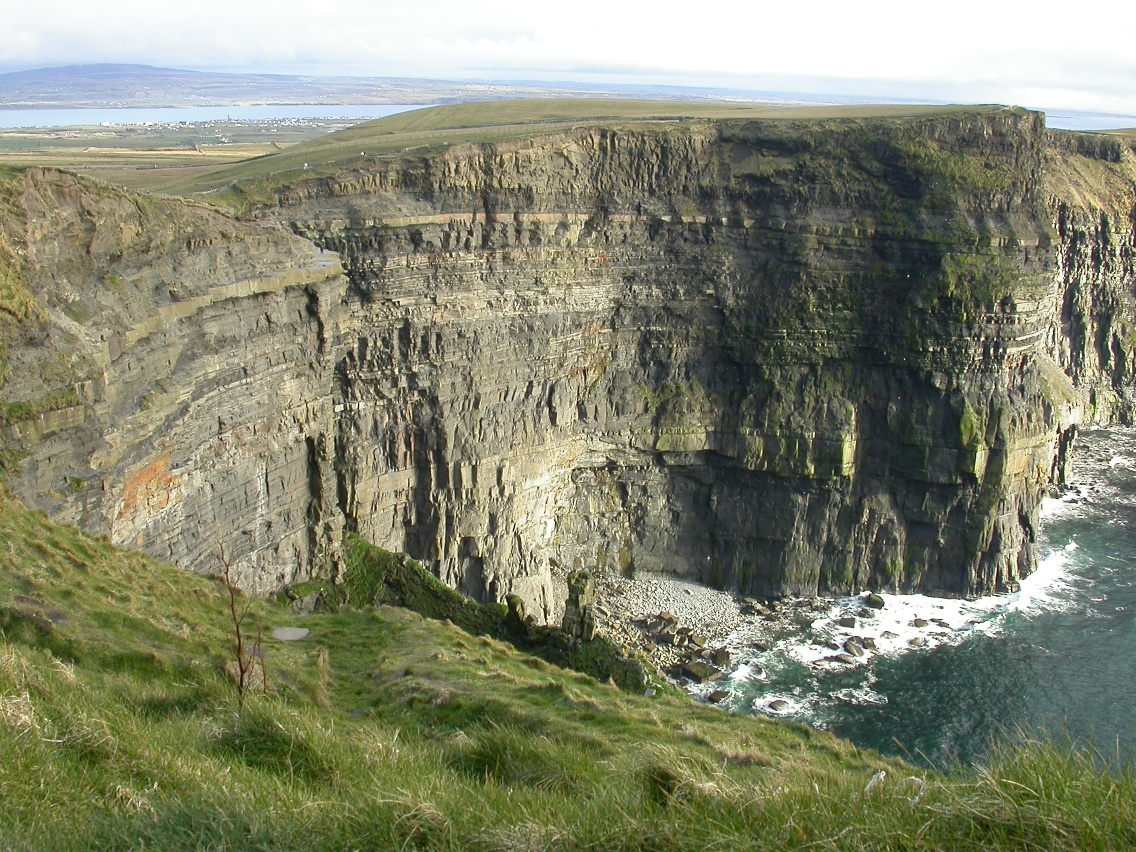
Klify Moheru
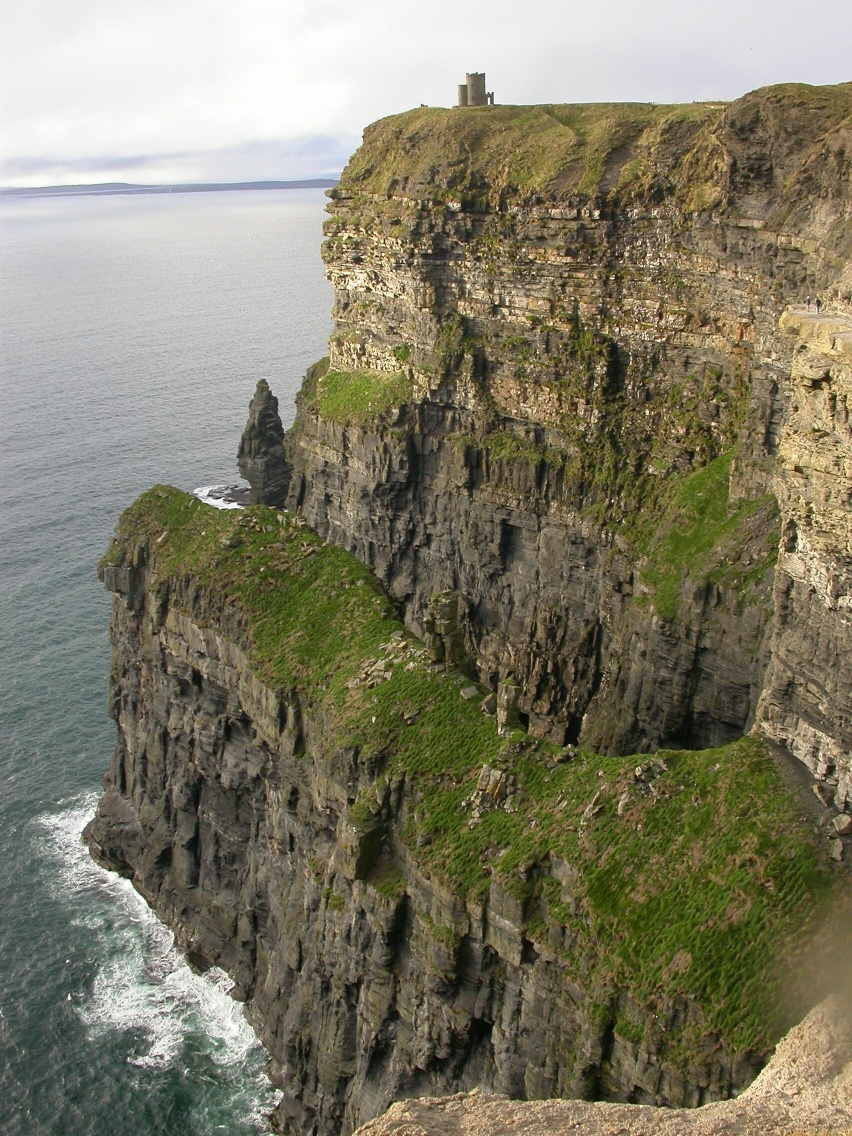
Klify Moheru
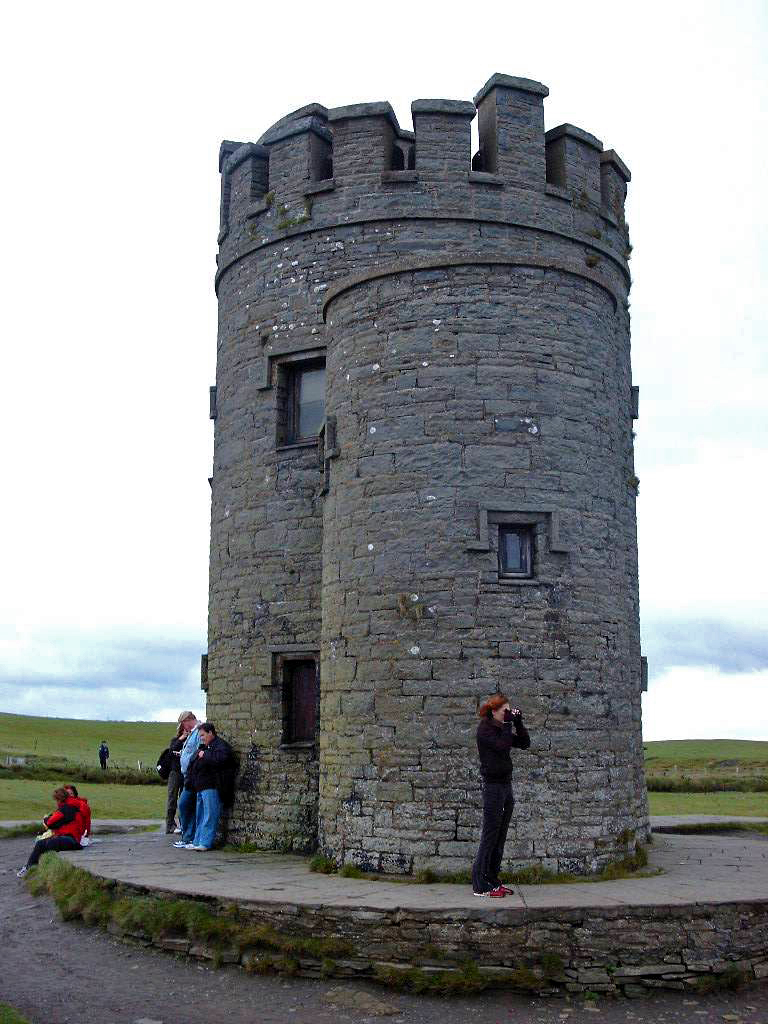
Kamienna wieża